# Wiesn
Mit Wiesn („Wiese“) werden umgangssprachlich und dialektal (meist bairisch) folgende Volksfeste gemeint:
- das Oktoberfest auf der Theresienwiese in München (48,133333° N, 11,55° O)
- das Rosenheimer Herbstfest auf der Loretowiese (47,860163° N, 12,126211° O)
- das Wiener Wiesn-Fest auf der Kaiserwiese im Wiener Prater (48,21706° N, 16,39445° O)

## Wortherkunft und Schreibweise
Wiesn ist bairisch und bedeutet Wiese. Auf den häufig gesetzten Apostroph Wies’n wird dabei nach der gültigen Rechtschreibung verzichtet.